# Eritreia nos Jogos Olímpicos de Verão de 2012
Eritreia enviou uma equipe de 12 atletas para competir nos Jogos Olímpicos de Verão de 2012, em Londres, na Grã-Bretanha.

## Desempeho

### Atletismo
Masculino
| Atleta               | Evento                | Preliminar | Preliminar | Final | Final   |
| Atleta               | Evento                | Marca      | Posição    | Marca | Posição |
| -------------------- | --------------------- | ---------- | ---------- | ----- | ------- |
| Teklit Teweldebrhan  | 1500 m                |            |            |       |         |
| Abrar Adem           | 5000 m                |            |            |       |         |
| Amanuel Mesel        | 5000 m                |            |            |       |         |
| Teklemariam Medhin   | 5000 m                |            |            |       |         |
| Nguse Tesfaldet      | 10000 m               |            |            |       |         |
| Teklemariam Medhin   | 10000 m               |            |            |       |         |
| Zersenay Tadese      | 10000 m               |            |            |       |         |
| Weynay Ghebresilasie | 3000 m com obstáculos |            |            |       |         |
| Samuel Tsegay        | Maratona              |            |            |       |         |
| Yared Asmerom        | Maratona              |            |            |       |         |
| Yonas Kifle          | Maratona              |            |            |       |         |

Feminino
| Atleta         | Evento   | Final | Final   |
| Atleta         | Evento   | Marca | Posição |
| -------------- | -------- | ----- | ------- |
| Rehaset Mehari | Maratona |       |         |

### Ciclismo
Masculino
| Atleta           | Evento             | Final | Final   |
| Atleta           | Evento             | Marca | Posição |
| ---------------- | ------------------ | ----- | ------- |
| Daniel Girmazion | Corrida em estrada |       |         |